# Партия Союза (США)
Партия союза (Юнионистская партия, англ. Union Party) — политическая партия США, существовавшая в течение короткого времени в 1936 году в период Великой депрессии. Была создана сторонниками убитого в 1935 году сенатора Хьюи Лонга для участия в президентских выборах того же года несколькими известными личностями: радиопроповедником Чарльзом Кофлином, врачом и пропагандистом «пенсии по старости» Фрэнсисом Таунсендом и Джеральдом Смитом, главой общественного движения «Распределить наше богатство» (англ. Share Our Wealth) и политическим демагогом. Основатели надеялись на поддержку своими последователями новой партии, предлагавшей популистскую и социально-консервативную альтернативу «Новому курсу» Франклина Рузвельта.
Партия выдвинула конгрессмена из Северной Дакоты Уильяма Лемке в качестве кандидата в президенты, который набрал менее 2 % голосов, после чего партия быстро распалась, раздираемая противоречиями между лидерами.